# Marijke Spies
Marijke Spies (Eindhoven, 5 augustus 1934 - Amsterdam, 12 mei 2013) was een Nederlandse hoogleraar historische letterkunde aan de Universiteit van Amsterdam en aan de Vrije Universiteit. Ze was tevens schrijfster.

## Jeugd en opleiding
Marijke Spies werd geboren in Eindhoven. Ze was de dochter van Maarten Spies (1900-1978) en Gijsbertha Hooykaas (1903-1979), en had één jongere zus. Haar vader was elektrotechnisch ingenieur en later directeur bij Philips. Ze ging naar het voormalige Lorentz Lyceum en maakte als voorzitter van het leerlingenbestuur kennis met Cees Nooteboom, met wie ze veel over literatuur sprak. Na haar eindexamen in 1951 ging ze een jaar naar Brussel om Frans te leren. Vervolgens studeerde ze bouwkunde aan de Technische Hogeschool Delft, in navolging van haar grootvader, die architect was. Ze behaalde haar propedeuse, maar stopte met de studie en ging op wereldreis. Bij thuiskomst behaalde ze haar staatsexamen gymnasium en in 1954 ging ze Nederlands studeren aan de Universiteit Utrecht. Spies wilde schrijfster worden en stapte op aan raden van Sonja Witstein - destijds assistente van hoogleraar W.A.P. Smit - over naar de UvA. Daar was ze vanaf 1958 kandidaatassistent bij Wytze Hellinga en in 1961 studeerde ze af.

## (Wetenschappelijke) carrière
In 1962 werd Spies staflid bij de afdeling Neerlandistiek, met als specialistatie oudere letterkunde. Ze reflecteerde op de methodologie van de literatuurgeschiedenis en publiceerde in 1973 'De krisis in de historische Neerlandistiek'. In 1979 promoveerde ze bij hoogleraar Eddy Grootes op het proefschrift Argumentatie of bezieling, een verzameling van haar eerdere theoretische artikelen en een artikel over de argumentele structuur van Vondels Inwydinge van het Stadthuis d'Amsterdam. Na haar promotie publiceerde ze vele studies, die binnen de historische neerlandistiek als baanbrekend worden gezien. Ze richtte zich op renaissance-retorica en -poëtica, Vondel, de rederijkers, Roemer Visscher en vele andere auteurs uit de zestiende en zeventiende eeuw. 
Spies was groot voorstander van een interdisciplinaire onderzoekscultuur. Ze was in 1985 medeoprichter van de Werkgroep Zeventiende Eeuw, een interdisciplinair samenwerkingsverband dat tevens het tijdschrift De Zeventiende Eeuw uitbracht. Van 1985 tot 1991 was ze secretaris van het blad. In 1992 werd ze benoemd tot buitengewoon hoogleraar Geschiedenis van de Rhetorica aan de UvA en in 1994 tot hoogleraar Oudere Nederlandse Letterkunde tot 1770 aan de VU. In 1999 bracht ze met historicus Willem Frijhoff  1650: Bevochten eendracht uit, over culturele relaties tussen Nederland en andere Europese landen. Bij haar emeritaat in hetzelfde jaar werden haar Engelstalige studies gebundeld in Rhetoric, rhetoricians and poets. Studies in Renaissance poetry and poetics.
Ze bleef actief en was van 2001 tot 2004 voorzitter van de Vereniging van Letterkundigen. Ze werkte ook aan deel 2 van Geschiedenis van Amsterdam mee, dat in 2004 door Willem Frijhoff werd uitgebracht. Ze zat in hetzelfde jaar ook in de jury van de Gysbert Japicxpriis. Ze was tevens lid van het bestuur van de P.C. Hooft-stichting en van het Letterkundig Museum.
In 2004 debuteerde Spies als schrijfster met de roman Een onschuldige familie, die positief werd ontvangen. Twee jaar later verscheen het minder populaire Tegen de stilte. Ze schreef nog drie manuscripten, die geen uitgever vonden. Een van haar ongepubliceerde werken was een roman over Dirck Volkertsz. Coornhert, een kunstenaar uit de zestiende eeuw.

## Politiek en persoonlijk
Tijdens de studentenprotesten van de jaren '60 stond Spies aan de kant van de demonstranten. Tijdens de Maagdenhuisbezetting lag ze echter in het ziekenhuis. Toen ze hersteld was en weer aan het werk ging, waren de hervormingen binnen de universiteit al volledig doorgevoerd.
In de jaren '70 zat Spies in het bestuur van de Vakbond voor de wetenschap (VAWO). Hoewel ze bezwaren had tegen het Russische communisme, werd ze daarnaast lid van de Communistische Partij van Nederland (CPN). Ze was aanwezig bij partijvergaderingen en colporteerde met De Waarheid. Ze bleef lid toen de partij opging in GroenLinks.
Vanaf 1985 had Marijke Spies een relatie met taalkundige Cecile Portielje (geb. 1943). Spies stierf na een jarenlange ziekte op 78-jarige leeftijd in haar huis in Amsterdam.